# Ulleung-gun
Ulleung-gun (hangul: 울릉군, hanja: 鬱陵郡) är en landskommun (gun) i den sydkoreanska provinsen Norra Gyeongsang. Området består av huvudön Ulleungdo samt ytterligare 42 mindre öar (varav endast Jukdo och Dongdo, en av Liancourtöarna, är bebodda). Folkmängden är 9 211 (aug 2020) på en yta av 73 kvadratkilometer. Den administrativa huvudorten heter Ulleung-eup och hade 6 525 invånare 2020. Ulleung ligger i nordvästra delen av Japanska havet, 131 km öster om Koreahalvön, 87 kilometer nordväst om de koreanska Liancourtöarna (som tillhör kommunen) och 244 km nordväst om den japanska ögruppen Okiöarna. Havet kring öarna är mycket rikt på fisk och förmodas även ha stora naturgasfyndigheter.
Kommunen är indelad i en köping, Ulleung-eup, och två socknar, Buk-myoen och Seo-myeon.